# جانيت هارفي
جانيت هارفي هي لاعبة كرلنغ كندية، ولدت في 28 مارس 1967 في وينيبيغ في كندا.